# Kangersertuaq
Der Kangersertuaq (Kitaamiusut Kangerlussuaq) ist ein grönländischer Fjord an der Grenze zwischen den Distrikten Ammassalik im Süden und Ittoqqortoormiit im Norden in der Kommuneqarfik Sermersooq.

## Geografie
Der Fjord beginnt an der Abbruchkante des Kangerlussuaq Gletsjers und verläuft von dort aus für eine kurze Strecke ostwärts. Am Kap Akiliaatteq mündet von Norden der nahezu gleich breite kurze Nordfjord in den Kangersertuaq. Von dort aus verläuft der Fjord nach Süden bzw. Südosten. Am Kap Nuliarpik mündet von Norden der etwas längere schmale Kangersivattiagajik (Courtauld Fjord) in den Kangersertuaq. Von Osten her fließt weiter südlich der Torsukattak (Watkins Fjord) zu, an dessen Südufer sich die große Insel Kraemer Ø befindet. Der letzte große Zufluss ist der von Westen kommende Qialivarseerpiip Kangertiva (Atterteq, Amdrup Fjord) kurz vor seiner Mündung. Die Mündung befindet sich nach etwa 70 km zwischen den Kap Deichmann im Westen und Parpaliiligajik (Kap Hammer) im Osten.
Zwischen Kraemer Ø und der Einmündung des Amdrupfjord ist der Kangersertuaq bis zu 960 Meter tief. Er setzt sich am Meeresboden bis zur Kante des Kontinentalschelfs als 500 bis 750 m tiefe Rinne fort.

## Geologie
Eine geologische Besonderheit im Eingangsbereich des Fjords ist die 1931 von Lawrence Rickard Wager entdeckte Skærgård-Intrusion. Die vor 54,4 Millionen Jahren entstandene geschichtete Gabbrointrusion ist heute auf einer Fläche von 11 km × 7,5 km Fläche aufgeschlossen. In der zweiten Hälfte der 1980er Jahre begann die kanadische Platinova Resources Ltd. auf der Suche nach Platinmetallen mit Erkundungsbohrungen auf der Skærgårdhalbinsel. Im Jahr 2013 wurden die Vorkommen an Gold auf 180 t, an Palladium auf 270 t und an Platin auf 22 t geschätzt.

## Geschichte
Die Ostküste Grönlands war schon vor etwa 4000 Jahren von Paläoeskimos besiedelt. Es ist wahrscheinlich, dass Jäger den Kangersertuaq besuchten. Ein am Kap Irminger gefundener Schaber aus Quarz beweist, dass die Region spätestens vor etwa 2000 Jahren von Menschen besucht wurde. Inuit bewohnten das Gebiet vom späten 13. bis zum frühen 19. Jahrhundert. Reste ihrer Häuser wurden im Jahr 1900 entdeckt, als mit der Ostgrönlandexpedition von Georg Carl Amdrup die ersten Europäer den Fjord erreichten. Erste Grabungen auf der Skærgårdhalbinsel wurden von der Zweiten Ostgrönlandexpedition des Scoresbysundkomitees unter der Leitung von Ejnar Mikkelsen im Jahr 1932 vorgenommen.
Der Name des Fjords wurde bereits von Gustav Frederik Holm während der Frauenbootexpedition von 1883 bis 1885 aufgezeichnet und 1938 von der Kommission für Wissenschaftliche Untersuchungen in Grönland als Kangerlussuaq offiziell anerkannt. 2018 wurde der Name von der westgrönländischen in die ostgrönländische Namensform Kangersertuaq geändert.